# Stal Mielec (piłka nożna) w sezonie 2024/2025
Ten artykuł dotyczy trwającego lub niedawnego wydarzenia sportowego. Informacje w nim zamieszczone mogą się zmienić lub zdezaktualizować wraz z postępem zdarzenia. Początkowe doniesienia, wyniki lub statystyki mogą być niepewne. Ostatnie aktualizacje do tego artykułu mogą nie odzwierciedlać najbardziej aktualnych informacji.
Stal Mielec w sezonie 2024/2025

## Skład
Stan na 3 marca 2025
| Nr | Poz. | Piłkarz             |
| -- | ---- | ------------------- |
| 3  | OB   | Bert Esselink       |
| 4  | OB   | Kamil Pajnowski     |
| 5  | OB   | Marco Ehmann        |
| 6  | PO   | Matthew Guillaumier |
| 7  | NA   | Jean-David Beauguel |
| 9  | NA   | Ravve Assayeg       |
| 10 | PO   | Maciej Domański     |
| 11 | PO   | Krzysztof Wołkowicz |
| 12 | BR   | Karol Dybowski      |
| 13 | BR   | Konrad Jałocha      |
| 14 | NA   | Ivan Cavaleiro      |
| 15 | OB   | Marvin Senger       |
| 16 | OB   | Maksymilian Szady   |
| 18 | PO   | Piotr Wlazło        |
| 19 | PO   | Dawid Tkacz         |

| Nr | Poz. | Piłkarz                     |
| -- | ---- | --------------------------- |
| 20 | PO   | Karol Knap                  |
| 21 | OB   | Mateusz Matras              |
| 23 | OB   | Krystian Getinger (kapitan) |
| 25 | NA   | Łukasz Wolsztyński          |
| 26 | PO   | Pyry Hannola                |
| 27 | OB   | Alvis Jaunzems              |
| 32 | PO   | Fryderyk Gerbowski          |
| 33 | PO   | Adrian Bukowski             |
| 39 | BR   | Jakub Mądrzyk               |
| 44 | PO   | Serhij Krykun               |
| 71 | BR   | Kevin Szurlej               |
| 73 | PO   | Natan Niedźwiedź            |
| 77 | NA   | Dawid Zięba                 |
| 92 | PO   | Damian Kądzior              |
| 96 | PO   | Robert Dadok                |

### Przybyli
| Data transferu   | Pozycja | Numer | Piłkarz             | Z klubu                   | Rodzaj transferu       | Źródło        |
| ---------------- | ------- | ----- | ------------------- | ------------------------- | ---------------------- | ------------- |
| 14 czerwca 2024  | PO      | 32    | Fryderyk Gerbowski  | Wisła Płock               | wolny transfer         | [ 2 ]         |
| 14 czerwca 2024  | NA      | 9     | Ravve Assayag       | Hapoel Akka               |                        | [ 3 ]         |
| 28 czerwca 2024  | BR      | 39    | Jakub Mądrzyk       | Raków Częstochowa         | wypożyczenie           | [ 4 ] [ 5 ]   |
| 30 czerwca 2024  | PO      | 14    | Przemysław Maj      | Czarni Połaniec           | powrót z wypożyczenia  | [ 6 ]         |
| 30 czerwca 2024  | PO      | 20    | Krystian Kardys     | Czarni Połaniec           | powrót z wypożyczenia  | [ 7 ]         |
| 30 czerwca 2024  | PO      | 30    | Konrad Guca         | Czarni Połaniec           | powrót z wypożyczenia  | [ 8 ]         |
| 1 lipca 2024     | PO      | 19    | Dawid Tkacz         | Widzew Łódź               | wypożyczenie           | [ 9 ] [ 10 ]  |
| 2 lipca 2024     | OB      | 15    | Marvin Senger       | MSV Duisburg              | wolny transfer         | [ 11 ]        |
| 29 lipca 2024    | PO      | 33    | Adrian Bukowski     | Śląsk Wrocław             | transfer definitywny   | [ 12 ] [ 13 ] |
| 2 sierpnia 2024  | OB      | 16    | Maksymilian Szady   | Stal II Mielec            | przeniesienie z rezerw | [ 14 ] [ 15 ] |
| 7 sierpnia 2024  | PO      | 96    | Robert Dadok        | Ruch Chorzów              | wolny transfer         | [ 16 ]        |
| 17 sierpnia 2024 | BR      | 71    | Kevin Szurlej       | Stal II Mielec            | przeniesienie z rezerw | [ 17 ]        |
| 27 sierpnia 2024 | OB      | 40    | Petros Bagalianis   | Olympiakos B              | wolny transfer         | [ 18 ]        |
| 29 sierpnia 2024 | BR      | 12    | Karol Dybowski      | Chrobry Głogów            | wolny transfer         | [ 19 ]        |
| 3 września 2024  | PO      | 44    | Serhij Krykun       | Piast Gliwice             | wypożyczenie           | [ 20 ] [ 21 ] |
| 4 września 2024  | PO      | 20    | Karol Knap          | Cracovia                  | wypożyczenie           | [ 22 ] [ 23 ] |
| 18 grudnia 2024  | PO      | 73    | Natan Niedźwiedź    | Korona II Kielce          | transfer definitywny   | [ 24 ]        |
| 5 stycznia 2025  | PO      | 26    | Pyry Hannola        | Seinäjoen Jalkapallokerho | wypożyczenie           | [ 25 ] [ 26 ] |
| 13 lutego 2025   | NA      | 77    | Dawid Zięba         | Stal II Mielec            | przeniesienie z rezerw | [ 27 ]        |
| 14 lutego 2025   | PO      | 92    | Damian Kądzior      | Damian Kądzior            | wypożyczenie           | [ 28 ] [ 29 ] |
| 24 lutego 2025   | NA      | 7     | Jean-David Beauguel | Qingdao West Coast        | wolny transfer         | [ 30 ]        |
| 3 marca 2025     | NA      | 14    | Ivan Cavaleiro      | bez klubu                 | wolny transfer         | [ 31 ]        |

### Odeszli
| Data transferu   | Pozycja | Numer | Piłkarz             | Do klubu              | Rodzaj transferu      | Źródło        |
| ---------------- | ------- | ----- | ------------------- | --------------------- | --------------------- | ------------- |
| 31 maja 2024     | OB      | 6     | Leândro             | bez klubu             | koniec kariery        | [ 32 ]        |
| 30 czerwca 2024  | OB      | 7     | Łukasz Gerstenstein | Śląsk Wrocław         | koniec wypożyczenia   | [ 33 ] [ 34 ] |
| 30 czerwca 2024  | OB      | 55    | Maksymilian Pingot  | Stal Mielec           | koniec wypożyczenia   | [ 35 ] [ 36 ] |
| 30 czerwca 2024  | PO      | 86    | Igor Strzałek       | Stal Mielec           | koniec wypożyczenia   | [ 37 ]        |
| 30 czerwca 2024  | PO      | 31    | Ion Gheorghe        | Sepsi Sfântu Gheorghe | koniec wypożyczenia   | [ 38 ]        |
| 30 czerwca 2024  | NA      | 42    | Kai Meriluoto       | HJK Helsinki          | koniec wypożyczenia   | [ 39 ]        |
| 30 czerwca 2024  | PO      | 29    | Jakub Rozwadowski   | Raków II Częstochowa  | koniec wypożyczenia   | [ 40 ]        |
| 1 lipca 2024     | PO      | 20    | Krystian Kardys     | Czarni Połaniec       | transfer definitywny  | [ 41 ]        |
| 1 lipca 2024     | PO      | 14    | Przemysław Maj      | Czarni Połaniec       | transfer definitywny  | [ 42 ]        |
| 1 lipca 2024     | PO      | 30    | Konrad Guca         | Czarni Połaniec       | transfer definitywny  | [ 43 ]        |
| 15 sierpnia 2024 | BR      | 1     | Mateusz Kochalski   | Qarabağ FK            | transfer definitywny  | [ 44 ]        |
| 6 września 2024  | PO      | 37    | Mateusz Stępień     | Puszcza Niepołomice   | transfer definitywny  | [ 45 ] [ 46 ] |
| 6 września 2024  | PO      | 22    | Rafa Santos         | Al-Shabab Club        | rozwiązanie kontraktu | [ 47 ]        |
| 8 stycznia 2025  | PO      | 8     | Kōki Hinokio        | ŁKS Łódź              | transfer definitywny  | [ 48 ] [ 49 ] |
| 9 stycznia 2025  | OB      | 40    | Petros Bagalianis   | bez klubu             | rozwiązanie kontraktu | [ 50 ]        |
| 20 lutego 2025   | NA      | 17    | Illa Szkuryn        | Legia Warszawa        | transfer definitywny  | [ 51 ] [ 52 ] |
| 26 lutego 2025   | PO      | 34    | Alex Cetnar         | Legia II Warszawa     | transfer definitywny  | [ 53 ]        |

### Sztab szkoleniowy
| Trener                            | Ivan Đurđević (od 1 kwietnia 2025)                      |
| Trener                            | Janusz Niedźwiedź (od 2 września 2024 do 30 marca 2025) |
| Trener                            | Kamil Kiereś (do 30 sierpnia 2024)                      |
| --------------------------------- | ------------------------------------------------------- |
| Drugi trener                      | Maciej Stachowiak (od 3 kwietnia 2025)                  |
| Asystent trenera                  | Łukasz Czajka                                           |
| Asystent trenera                  | Paweł Karmelita                                         |
| Trener bramkarzy                  | Kamil Beszczyński                                       |
| Trener przygotowania motorycznego | Mateusz Borzym (od 4 stycznia 2025 do 1 kwietnia 2025)  |
| Trener przygotowania motorycznego | Kamil Duszkiewicz (od 9 stycznia 2025)                  |
| Lekarz                            | Paweł Tyniec                                            |
| Fizjoterapeuta                    | Łukasz Cierpich                                         |
| Fizjoterapeuta                    | Damian Bąk                                              |
| Kierownik drużyny                 | Mariusz Mokrzycki                                       |

Źródło: 

## Mecze towarzyskie
| 26 czerwca 2024        | Stal Mielec                  | 2:2   | Resovia                                |                                              |
| 11:00 CEST (UTC+02:00) | Hinokio 30' · Stępień 58'    | (1:1) | 23' Pieniążek · 82' Zawodnik testowany | Boisko hotelu Rado Resort, Wola Chorzelowska |
| 11:00 CEST (UTC+02:00) | Zawodnik testowany · Wasiluk | (1:1) |                                        | Boisko hotelu Rado Resort, Wola Chorzelowska |

| 29 czerwca 2024        | Stal Mielec | 0:1   | Sandecja Nowy Sącz |                                              |
| 11:00 CEST (UTC+02:00) |             | (0:1) | 39' Wolsztyński    | Boisko hotelu Rado Resort, Wola Chorzelowska |

| 6 lipca 2024           | Stal Mielec   | 1:3   | ŁKS Łódź                             |                                              |
| 11:00 CEST (UTC+02:00) | Szkuryn 45+2' | (1:0) | 50' Zając · 53' Majcenić · 83' Balić | Boisko hotelu Rado Resort, Wola Chorzelowska |
| 11:00 CEST (UTC+02:00) | Zając         | (1:0) |                                      | Boisko hotelu Rado Resort, Wola Chorzelowska |

| 12 lipca 2024          | Stal Mielec                                                | 5:0   | Stal Rzeszów |                                              |
| 10:00 CEST (UTC+02:00) | Szkuryn 3' · Gerbowski 19' · Assayeg 62', 71' · Senger 66' | (2:0) |              | Boisko hotelu Rado Resort, Wola Chorzelowska |

| 12 października 2024   | Stal Mielec | 1:1   | Termalica Bruk-Bet Nieciecza |                                                                               |
| 12:00 CEST (UTC+02:00) | Krykun 52'  | (0:1) | 2' Karasek                   | Boisko hotelu Rado Resort, Wola Chorzelowska Widzów: bez udziału publiczności |

| 16 stycznia 2025 | Stal Mielec                | 2:0   | IF Elfsborg |                                                                    |
| 16:00            | Dadok 11' · Wlazło 38' (k) | (2:0) |             | Pinatar Arena, Murcja Sędzia: Juan Antonio Campos Salinas (Murcja) |
| 16:00            | Krykun 32'                 | (2:0) |             | Pinatar Arena, Murcja Sędzia: Juan Antonio Campos Salinas (Murcja) |

| 19 stycznia 2025 | Legia Warszawa               | 2:1       | Stal Mielec  |                                 |
| 11:30            | Ziółkowski 21' · Wszołek 80' |           | 68' Esselink | Oliva Nova Sports Center, Oliva |
| 11:30            | Kapuadi · Wszołek · Gual     | Gerbowski |              | Oliva Nova Sports Center, Oliva |

| Format meczu 3x45 minut 23 stycznia 2025 | Piast Gliwice             | 2:2 | Stal Mielec                   |                                     |
| 11:00                                    | Zedadka 65' · Kądzior 73' |     | 40' (k) Wlazło · 121' Assayeg | Albir Garden Resort, L’Alfàs del Pi |

## Rozgrywki

### Ekstraklasa

#### Tabela
| Lp. | Drużyna                 | M  | Z  | R  | P  | B+ | B– | +/– | Pkt | Kwalifikacja lub spadek |
| --- | ----------------------- | -- | -- | -- | -- | -- | -- | --- | --- | ----------------------- |
| 14  | Lechia Gdańsk           | 34 | 10 | 7  | 17 | 44 | 59 | −15 | 37  |                         |
| 15  | Zagłębie Lubin          | 34 | 10 | 6  | 18 | 33 | 51 | −18 | 36  |                         |
| 16  | Stal Mielec (S)         | 34 | 7  | 10 | 17 | 39 | 56 | −17 | 31  | Spadek do I ligi        |
| 17  | Śląsk Wrocław (S)       | 34 | 6  | 12 | 16 | 38 | 53 | −15 | 30  | Spadek do I ligi        |
| 18  | Puszcza Niepołomice (S) | 34 | 6  | 10 | 18 | 37 | 63 | −26 | 28  | Spadek do I ligi        |

#### Miejsca po danych kolejkach
| Drużyna \ Kolejka | 1           | 2 | 3  | 4  | 5  | 6  | 7  | 8  | 9  | 10 | 11 | 12 | 13 | 14 | 15 | 16 | 17 | 18 | 19 | 20 | 21 | 22 | 23 | 24 | 25 | 26 | 27 | 28 | 29 | 30 | 31 | 32 | 33 | 34 |    |
| ----------------- | ----------- | - | -- | -- | -- | -- | -- | -- | -- | -- | -- | -- | -- | -- | -- | -- | -- | -- | -- | -- | -- | -- | -- | -- | -- | -- | -- | -- | -- | -- | -- | -- | -- | -- | -- |
| Drużyna \ Kolejka | Stal Mielec | 7 | 16 | 17 | 17 | 14 | 16 | 18 | 18 | 17 | 17 | 14 | 15 | 14 | 15 | 15 | 12 | 12 | 12 | 13 | 12 | 13 | 14 | 14 | 14 | 15 | 16 | 16 | 18 | 18 | 17 | 18 | 16 | 16 | 16 |

#### Mecze
| Ekstraklasa 122 lipca 2024 | Stal Mielec                                   | 1:1   | Widzew Łódź    |                                                                                                   |
| 21:00 CEST (UTC+02:00)     | Szkuryn 45+2'                                 | (1:0) | 73' Łukowski   | Stadion Miejskiego Ośrodka Sportu i Rekreacji, Mielec Widzów: 6 446 Sędzia: Wojciech Myć (Lublin) |
| 21:00 CEST (UTC+02:00)     | Esselink 19' · Domański 45+2' · Stępień 90+3' | (1:0) | 52', 80' Ibiza | Stadion Miejskiego Ośrodka Sportu i Rekreacji, Mielec Widzów: 6 446 Sędzia: Wojciech Myć (Lublin) |

| Ekstraklasa 227 lipca 2024 | Stal Mielec | 0:1   | GKS Katowice    | |
| 14:45 CEST (UTC+02:00)     |             | (0:1) | 31' (k) Jędrych | Stadion Miejskiego Ośrodka Sportu i Rekreacji, Mielec Widzów: 5 565 Sędzia: Łukasz Kuźma (Białystok) |

| Ekstraklasa 33 sierpnia 2024 | Jagiellonia Białystok                   | 2:0   | Stal Mielec   |                                                                                |
| 19:30 CEST (UTC+02:00)       | Pululu 24' · Imaz 67'                   | (1:0) |               | Stadion Miejski, Białystok Widzów: 15 719 Sędzia: Damian Sylwestrzak (Wrocław) |
| 19:30 CEST (UTC+02:00)       | Pululu 31' · Nguiamba 44' · Marczuk 90' | (1:0) | 66' Gerbowski | Stadion Miejski, Białystok Widzów: 15 719 Sędzia: Damian Sylwestrzak (Wrocław) |

| Ekstraklasa 410 sierpnia 2024 | Pogoń Szczecin | 1:0   | Stal Mielec                                                   |                                                                                               |
| 20:15 CEST (UTC+02:00)        | Gorgon 84'     | (0:0) |                                                               | Stadion Miejski im. Floriana Krygiera, Szczecin Widzów: 17 169 Sędzia: Damian Kos (Wejherowo) |
| 20:15 CEST (UTC+02:00)        | Ulvestad 27'   | (0:0) | 17' Guillaumier · 30' Gerbowski · 57' Wołkowicz · 73' Szkuryn | Stadion Miejski im. Floriana Krygiera, Szczecin Widzów: 17 169 Sędzia: Damian Kos (Wejherowo) |

| Ekstraklasa 519 sierpnia 2024 | Stal Mielec                                                              | 2:0   | Piast Gliwice | |
| 19:00 CEST (UTC+02:00)        | Szkuryn 79' · Assayag 84'                                                | (0:0) |               | Stadion Miejskiego Ośrodka Sportu i Rekreacji, Mielec Widzów: 4 308 Sędzia: Damian Kos (Wejherowo) |
| 19:00 CEST (UTC+02:00)        | Wołkowicz 4' · Wolsztyński 13' · Matras 62' · Domański 76' · Szkuryn 80' | (0:0) |               | Stadion Miejskiego Ośrodka Sportu i Rekreacji, Mielec Widzów: 4 308 Sędzia: Damian Kos (Wejherowo) |

| Ekstraklasa 626 sierpnia 2024 | Korona Kielce                     | 2:1   | Stal Mielec  |                                                                       |
| 19:00 CEST (UTC+02:00)        | Pedro Nuno 49' (k) · Błanik 90+1' | (0:0) | 86' Domański | Arena Kielce, Kielce Widzów: 11 057 Sędzia: Sebastian Krasny (Kraków) |
| 19:00 CEST (UTC+02:00)        | Długosz 90'                       | (0:0) | 22' Hinokio  | Arena Kielce, Kielce Widzów: 11 057 Sędzia: Sebastian Krasny (Kraków) |

| Ekstraklasa 730 sierpnia 2024 | Stal Mielec                                | 0:2   | Lech Poznań           | |
| 20:30 CEST (UTC+02:00)        |                                            | (0:2) | 32' Hotić · 37' Ishak | Stadion Miejskiego Ośrodka Sportu i Rekreacji, Mielec Widzów: 6 477 Sędzia: Szymon Marciniak (Płock) |
| 20:30 CEST (UTC+02:00)        | Bukowski 39' · Matras 86' · Esselink 90+2' | (0:2) | 83' Kozubal           | Stadion Miejskiego Ośrodka Sportu i Rekreacji, Mielec Widzów: 6 477 Sędzia: Szymon Marciniak (Płock) |

| Ekstraklasa 823 października 2024 | Śląsk Wrocław                              | 2:1   | Stal Mielec     |                                                                        |
| 18:30 CEST (UTC+02:00)            | Musiolik 16', 44'                          | (2:0) | 69' Wolsztyński | Tarczyński Arena, Wrocław Widzów: 13 825 Sędzia: Karol Arys (Szczecin) |
| 18:30 CEST (UTC+02:00)            | Guercio 37' · Jasper 86' · Bartolewski 88' | (2:0) | 34' Matras      | Tarczyński Arena, Wrocław Widzów: 13 825 Sędzia: Karol Arys (Szczecin) |

| Ekstraklasa 922 września 2024 | Stal Mielec   | 1:0   | Motor Lublin | |
| 12:15 CEST (UTC+02:00)        | Krykun 50'    | (0:0) |              | Stadion Miejskiego Ośrodka Sportu i Rekreacji, Mielec Widzów: 5 210 Sędzia: Marcin Kochanek (Opole) |
| 12:15 CEST (UTC+02:00)        | Assayeg 90+2' | (0:0) | 61' Ndiaye   | Stadion Miejskiego Ośrodka Sportu i Rekreacji, Mielec Widzów: 5 210 Sędzia: Marcin Kochanek (Opole) |

| Ekstraklasa 1030 września 2024 | Cracovia        | 1:1   | Stal Mielec                                                |                                                                                                   |
| 19:00 CEST (UTC+02:00)         | Källman 86' (k) | (0:1) | 30' Guillaumier                                            | Stadion Cracovii im. Józefa Piłsudskiego, Kraków Widzów: 8 873 Sędzia: Patryk Gryckiewicz (Toruń) |
| 19:00 CEST (UTC+02:00)         | Glik 90+6'      | (0:1) | 9' Guillaumier · 34', 85' Senger · 70' Dadok · 74' Mądrzyk | Stadion Cracovii im. Józefa Piłsudskiego, Kraków Widzów: 8 873 Sędzia: Patryk Gryckiewicz (Toruń) |

| Ekstraklasa 115 października 2024 | Stal Mielec                    | 2:1   | Lechia Gdańsk | |
| 12:15 CEST (UTC+02:00)            | Wlazło 58' · Wolsztyński 90+2' | (0:1) | 38' Piła      | Stadion Miejskiego Ośrodka Sportu i Rekreacji, Mielec Widzów: 3 932 Sędzia: Sebastian Krasny (Kraków) |
| 12:15 CEST (UTC+02:00)            | Knap 21' · Guillaumier 71'     | (0:1) | 12' Pllana    | Stadion Miejskiego Ośrodka Sportu i Rekreacji, Mielec Widzów: 3 932 Sędzia: Sebastian Krasny (Kraków) |

| Ekstraklasa 1220 października 2024 | Górnik Zabrze                                                         | 3:1   | Stal Mielec                          |                                                                                        |
| 14:45 CEST (UTC+02:00)             | Zahovič 32' · Rasak 61' · Hellebrand 90+1'                            | (1:1) | 39' Wlazło                           | Stadion im. Ernesta Pohla, Zabrze Widzów: 14 130 Sędzia: Marcin Szczerbowicz (Olsztyn) |
| 14:45 CEST (UTC+02:00)             | Olkowski 27' · Ismaheel 28' · Rasak 74' · Podolski 79' · Lukoszek 90' | (1:1) | 20' Domański · 26' Senger · 45' Knap | Stadion im. Ernesta Pohla, Zabrze Widzów: 14 130 Sędzia: Marcin Szczerbowicz (Olsztyn) |

| Ekstraklasa 1327 października 2024 | Stal Mielec                 | 2:2   | Zagłębie Lubin   | |
| 12:15 CEST (UTC+02:00)             | Wlazło 33' (k) · Senger 57' | (1:0) | 51', 84' Wdowiak | Stadion Miejskiego Ośrodka Sportu i Rekreacji, Mielec Widzów: 3 845 Sędzia: Damian Kos (Wejherowo) |
| 12:15 CEST (UTC+02:00)             | Tkacz 18' · Wlazło 75'      | (1:0) | 32' Kłudka       | Stadion Miejskiego Ośrodka Sportu i Rekreacji, Mielec Widzów: 3 845 Sędzia: Damian Kos (Wejherowo) |

| Ekstraklasa 142 listopada 2024 | Raków Częstochowa      | 1:0   | Stal Mielec                             |                                                                                                  |
| 14:45 CET (UTC+01:00)          | Braut Brunes 90+4' (k) | (0:0) |                                         | Miejski Stadion Piłkarski Raków, Częstochowa Widzów: 5 287 Sędzia: Tomasz Kwiatkowski (Warszawa) |
| 14:45 CET (UTC+01:00)          | López 27' · Baráth 48' | (0:0) | 37' Matras · 78' Bagalianis · 89' Dadok | Miejski Stadion Piłkarski Raków, Częstochowa Widzów: 5 287 Sędzia: Tomasz Kwiatkowski (Warszawa) |

| Ekstraklasa 1510 listopada 2024 | Stal Mielec      | 2:0   | Puszcza Niepołomice      | |
| 12:15 CET (UTC+01:00)           | Szkuryn 67', 74' | (0:0) |                          | Stadion Miejskiego Ośrodka Sportu i Rekreacji, Mielec Widzów: 3 832 Sędzia: Marcin Kochanek (Opole) |
| 12:15 CET (UTC+01:00)           | Esselink 27'     | (0:0) | 20' Jakuba · 57' Crăciun | Stadion Miejskiego Ośrodka Sportu i Rekreacji, Mielec Widzów: 3 832 Sędzia: Marcin Kochanek (Opole) |

| Ekstraklasa 1624 listopada 2024 | Radomiak Radom           | 1:2   | Stal Mielec                  |                                                                                    |
| 12:15 CET (UTC+01:00)           | Dadok 74' (sam.)         | (0:2) | 32' (k) Wlazło · 45' Szkuryn | Stadion im. Braci Czachorów, Radom Widzów: 6 555 Sędzia: Sebastian Krasny (Kraków) |
| 12:15 CET (UTC+01:00)           | Luizão 57' · Leândro 81' | (0:2) | 90+2' Senger                 | Stadion im. Braci Czachorów, Radom Widzów: 6 555 Sędzia: Sebastian Krasny (Kraków) |

| Ekstraklasa 171 grudnia 2024 | Stal Mielec                        | 2:2   | Legia Warszawa                      |                                                                                                   |
| 17:30 CET (UTC+01:00)        | Wlazło 28' (k) · Wolsztyński 90+1' | (1:1) | 12' Morishita · 63' (k) Augustyniak | Stadion Miejskiego Ośrodka Sportu i Rekreacji, Mielec Widzów: 6 337 Sędzia: Karol Arys (Szczecin) |
| 17:30 CET (UTC+01:00)        | 2' Urbański · 57' Gual             | (1:1) |                                     | Stadion Miejskiego Ośrodka Sportu i Rekreacji, Mielec Widzów: 6 337 Sędzia: Karol Arys (Szczecin) |

| Ekstraklasa 187 grudnia 2024 | Widzew Łódź               | 2:1   | Stal Mielec                    |                                                                                        |
| 17:30 CET (UTC+01:00)        | Cybulski 22' · Rondić 85' | (1:1) | 40' (k) Wlazło                 | Stadion Widzewa Łódź, Łódź Widzów: 15 136 Sędzia: Sebastian Jarzębak (Piekary Śląskie) |
| 17:30 CET (UTC+01:00)        | Shehu 80'                 | (1:1) | 73' Guillaumier · 90+1' Matras | Stadion Widzewa Łódź, Łódź Widzów: 15 136 Sędzia: Sebastian Jarzębak (Piekary Śląskie) |

| Ekstraklasa 1931 stycznia 2025 | GKS Katowice          | 1:0   | Stal Mielec |                                                                                |
| 18:00 CET (UTC+01:00)          | Wasielewski 62'       | (0:0) |             | Stadion GKS Katowice, Katowice Widzów: 7 067 Sędzia: Sebastian Krasny (Kraków) |
| 18:00 CET (UTC+01:00)          | Kuusk 74' · Komor 89' | (0:0) | 29' Dadok   | Stadion GKS Katowice, Katowice Widzów: 7 067 Sędzia: Sebastian Krasny (Kraków) |

| Ekstraklasa 207 lutego 2025 | Stal Mielec                | 2:1   | Jagiellonia Białystok         | |
| 18:00 CET (UTC+01:00)       | Dadok 22' · Wlazło 29' (k) | (2:1) | 14' Pululu                    | Stadion Miejskiego Ośrodka Sportu i Rekreacji, Mielec Widzów: 5 039 Sędzia: Marcin Szczerbowicz (Olsztyn) |
| 18:00 CET (UTC+01:00)       | Getinger 89' · Wlazło 90'  | (2:1) | 55' Stojinović · 75' Moutinho | Stadion Miejskiego Ośrodka Sportu i Rekreacji, Mielec Widzów: 5 039 Sędzia: Marcin Szczerbowicz (Olsztyn) |

| Ekstraklasa 2116 lutego 2025 | Stal Mielec  | 1:2   | Pogoń Szczecin                              | |
| 12:15 CET (UTC+01:00)        | Matras 89'   | (0:0) | 54' Kuluris · 65' Przyborek                 | Stadion Miejskiego Ośrodka Sportu i Rekreacji, Mielec Widzów: 4 239 Sędzia: Sebastian Krasny (Kraków) |
| 12:15 CET (UTC+01:00)        | Wlazło 90+5' | (0:0) | 42' Borges · 86' Smoliński · 90+5' Lisowski | Stadion Miejskiego Ośrodka Sportu i Rekreacji, Mielec Widzów: 4 239 Sędzia: Sebastian Krasny (Kraków) |

| Ekstraklasa 2221 lutego 2025 | Piast Gliwice                                | 2:2   | Stal Mielec                        |                                                                          |
| 18:00 CET (UTC+01:00)        | Félix 59' · Chrapek 71'                      | (0:1) | 36' Getinger · 53' (k) Wlazło      | Stadion Miejski, Gliwice Widzów: 3 634 Sędzia: Piotr Rzucidło (Warszawa) |
| 18:00 CET (UTC+01:00)        | Zedadka 38' · Drapiński 52' · Czerwiński 79' | (0:1) | 5' Wolsztyński · 63', 90+3' Wlazło | Stadion Miejski, Gliwice Widzów: 3 634 Sędzia: Piotr Rzucidło (Warszawa) |

| Ekstraklasa 231 marca 2025 | Stal Mielec                                              | 0:1   | Korona Kielce                                              | |
| 14:45 CET (UTC+01:00)      |                                                          | (0:0) | 83' Fornalczyk                                             | Stadion Miejskiego Ośrodka Sportu i Rekreacji, Mielec Widzów: 4 778 Sędzia: Patryk Gryckiewicz (Toruń) |
| 14:45 CET (UTC+01:00)      | Kądzior 34' · Jaunzems 38' · Getinger 38' · Esselink 80' | (0:0) | 28' Smolarczyk · 38' Fornalczyk · 41' Nono · 90+6' Godinho | Stadion Miejskiego Ośrodka Sportu i Rekreacji, Mielec Widzów: 4 778 Sędzia: Patryk Gryckiewicz (Toruń) |

| Ekstraklasa 248 marca 2025 | Lech Poznań                             | 3:1   | Stal Mielec                 |                                                                          |
| 20:15 CET (UTC+01:00)      | Carstensen 21' · Håkans 22' · Sousa 58' | (2:1) | 41' Dadok                   | Enea Stadion, Poznań Widzów: 23 281 Sędzia: Damian Sylwestrzak (Wrocław) |
| 20:15 CET (UTC+01:00)      | Wålemark 54' · Carstensen 68'           | (2:1) | 50' Senger · 90+2' Jaunzems | Enea Stadion, Poznań Widzów: 23 281 Sędzia: Damian Sylwestrzak (Wrocław) |

| Ekstraklasa 2515 marca 2025 | Stal Mielec             | 1:4   | Śląsk Wrocław                                         | |
| 14:45 CET (UTC+01:00)       | Wlazło 18' (k)          | (1:1) | 9' Paluszek · 72' Al Hamlawi · 77' Schwarz · 90' İnce | Stadion Miejskiego Ośrodka Sportu i Rekreacji, Mielec Widzów: 3 612 Sędzia: Damian Kos (Wejherowo) |
| 14:45 CET (UTC+01:00)       | Kądzior 39' (anulowana) | (1:1) | 10' Leszczyński · 54' Ortiz · 61' Pozo                | Stadion Miejskiego Ośrodka Sportu i Rekreacji, Mielec Widzów: 3 612 Sędzia: Damian Kos (Wejherowo) |

| Ekstraklasa 2630 marca 2025 | Motor Lublin                                          | 4:1   | Stal Mielec     |                                                                            |
| 14:45 CEST (UTC+02:00)      | Mądrzyk 28' (sam.) · Ede 49' · Łabojko 60' · Mráz 82' | (1:0) | 90+8' Wołkowicz | Motor Lublin Arena, Lublin Widzów: 14 195 Sędzia: Łukasz Kuźma (Białystok) |
| 14:45 CEST (UTC+02:00)      | Najemski 69'                                          | (1:0) | 21' Guillaumier | Motor Lublin Arena, Lublin Widzów: 14 195 Sędzia: Łukasz Kuźma (Białystok) |

| Ekstraklasa 274 kwietnia 2025 | Stal Mielec     | 1:1   | Cracovia                     |                                                                                                 |
| 18:00 CEST (UTC+02:00)        | Wolsztyński 11' | (1:0) | 59' Källman                  | Stadion Miejskiego Ośrodka Sportu i Rekreacji, Mielec Widzów: 5 184 Sędzia: Piotr Lasyk (Bytom) |
| 18:00 CEST (UTC+02:00)        | Dadok 50'       | (1:0) | 37' Minczew · 53' Henriksson | Stadion Miejskiego Ośrodka Sportu i Rekreacji, Mielec Widzów: 5 184 Sędzia: Piotr Lasyk (Bytom) |

| Ekstraklasa 2814 kwietnia 2025 | Lechia Gdańsk                        | 3:2   | Stal Mielec                   |                                                                          |
| 19:00 CEST (UTC+02:00)         | Bobček 72', 90+1' · Neugebauer 90+3' | (0:2) | 34' Gerbowski · 42' Cavaleiro | Polsat Plus Arena, Gdańsk Widzów: 7 501 Sędzia: Szymon Marciniak (Płock) |
| 19:00 CEST (UTC+02:00)         | 47' Esselink                         | (0:2) |                               | Polsat Plus Arena, Gdańsk Widzów: 7 501 Sędzia: Szymon Marciniak (Płock) |

| Ekstraklasa 2922 kwietnia 2025 | Stal Mielec                                     | 0:0   | Górnik Zabrze | |
| 19:00 CEST (UTC+02:00)         |                                                 | (0:0) |               | Stadion Miejskiego Ośrodka Sportu i Rekreacji, Mielec Widzów: 4 943 Sędzia: Tomasz Musiał (Kraków) |
| 19:00 CEST (UTC+02:00)         | Jaunzems 1' · Wlazło 19', 77' · Cavaleiro 45+3' | (0:0) |               | Stadion Miejskiego Ośrodka Sportu i Rekreacji, Mielec Widzów: 4 943 Sędzia: Tomasz Musiał (Kraków) |

| Ekstraklasa 3028 kwietnia 2025 | Zagłębie Lubin                                    | 2:2   | Stal Mielec              |                                                                        |
| 19:00 CEST (UTC+02:00)         | Kurminowski 27' · Mądrzyk 66' (sam.)              | (1:0) | 55' Jaunzems · 65' Dadok | Stadion Miejski, Lubin Widzów: 3 873 Sędzia: Sebastian Krasny (Kraków) |
| 19:00 CEST (UTC+02:00)         | Kolan 8' · Szmyt 34' · Nalepa 43' · Radwański 54' | (1:0) | 83' Senger               | Stadion Miejski, Lubin Widzów: 3 873 Sędzia: Sebastian Krasny (Kraków) |

| Ekstraklasa 313 maja 2025 | Stal Mielec            | 0:2   | Raków Częstochowa       | |
| 14:45 CEST (UTC+02:00)    |                        | (0:0) | 73' Baráth · 82' Brunes | Stadion Miejskiego Ośrodka Sportu i Rekreacji, Mielec Widzów: 5 893 Sędzia: Patryk Gryckiewicz (Toruń) |
| 14:45 CEST (UTC+02:00)    | 45+2' Papszun (trener) | (0:0) |                         | Stadion Miejskiego Ośrodka Sportu i Rekreacji, Mielec Widzów: 5 893 Sędzia: Patryk Gryckiewicz (Toruń) |

| Ekstraklasa 3212 maja 2025 | Puszcza Niepołomice                     | 2:3   | Stal Mielec                                  |                                                                                  |
| 19:00 CEST (UTC+02:00)     | Barkouski 51' · Wlazło 70' (sam.)       | (0:3) | 5' Guillaumier · 25' Matras · 37' (k) Wlazło | Stadion Miejski, Niepołomice Widzów: 2 000 Sędzia: Tomasz Kwiatkowski (Warszawa) |
| 19:00 CEST (UTC+02:00)     | Stępień 21' · Stec 53' · Abramowicz 56' | (0:3) | 59' Knap                                     | Stadion Miejski, Niepołomice Widzów: 2 000 Sędzia: Tomasz Kwiatkowski (Warszawa) |

| Ekstraklasa 3316 maja 2025 | Stal Mielec                     | 2:2   | Radomiak Radom                   | |
| 18:00 CEST (UTC+02:00)     | Cavaleiro 45' · Guillaumier 73' | (1:1) | 15' Henrique · 80' (sam.) Wlazło | Stadion Miejskiego Ośrodka Sportu i Rekreacji, Mielec Widzów: 4 418 Sędzia: Tomasz Marciniak (Płock) |
| 18:00 CEST (UTC+02:00)     | 43' Ouattara · 90+4' Capemba    | (1:1) |                                  | Stadion Miejskiego Ośrodka Sportu i Rekreacji, Mielec Widzów: 4 418 Sędzia: Tomasz Marciniak (Płock) |

| Ekstraklasa 3424 maja 2025 | Legia Warszawa            | 2:2   | Stal Mielec                                  | |
| 17:30 CEST (UTC+02:00)     | Pekhart 64' · Wszołek 79' | (0:0) | 57' (k) Wolsztyński · 77' Matras             | Stadion Miejski im. Marszałka Józefa Piłsudskiego, Warszawa Widzów: 25 344 Sędzia: Marcin Kochanek (Opole) |
| 17:30 CEST (UTC+02:00)     | Jędrzejczyk 90+4'         | (0:0) | 71' Wolsztyński · 87' Matras · 90+4' Jałocha | Stadion Miejski im. Marszałka Józefa Piłsudskiego, Warszawa Widzów: 25 344 Sędzia: Marcin Kochanek (Opole) |

### Puchar Polski
| 1/32 finału 25 września 2024 | Korona Kielce                                                | 1:1 k. 4:3         | Stal Mielec                                        |                                                                      |
| 17:30 CEST (UTC+02:00)       | Resta 15'                                                    | (1:0, 1:1, k. 4:3) | 83' Dadok                                          | Exbud Arena, Kielce Widzów: 6 053 Sędzia: Patryk Gryckiewicz (Toruń) |
| 17:30 CEST (UTC+02:00)       | Szykauka 51' · Kamiński 64' · Długosz 72' · Matuszewski 113' | (1:0, 1:1, k. 4:3) | 37' Wlazło · 59' Tkacz                             | Exbud Arena, Kielce Widzów: 6 053 Sędzia: Patryk Gryckiewicz (Toruń) |
| 17:30 CEST (UTC+02:00)       | · Nuno · Trojak · Konstantyn · Matuszewski · Długosz         | Rzuty karne        | · Wołkowicz · Matras · Assayag · Gerbowski · Dadok | Exbud Arena, Kielce Widzów: 6 053 Sędzia: Patryk Gryckiewicz (Toruń) |

## Występy piłkarzy
| Numer | Zawodnik            | Łącznie | Łącznie | Łącznie | Łącznie | Łącznie      | Łącznie      | Łącznie         | Ekstraklasa | Ekstraklasa | Ekstraklasa | Ekstraklasa | Ekstraklasa  | Ekstraklasa  | Ekstraklasa     | Puchary krajowe i międzynarodowe | Puchary krajowe i międzynarodowe | Puchary krajowe i międzynarodowe | Puchary krajowe i międzynarodowe | Puchary krajowe i międzynarodowe | Puchary krajowe i międzynarodowe | Puchary krajowe i międzynarodowe |
| Numer | Zawodnik            | Minuty  | Występy | Bramki  | Asysty  | Czyste konta | Żółta kartka | Czerwona kartka | Minuty      | Występy     | Bramki      | Asysty      | Czyste konta | Żółta kartka | Czerwona kartka | Minuty                           | Występy                          | Bramki                           | Asysty                           | Czyste konta                     | Żółta kartka                     | Czerwona kartka                  |
| ----- | ------------------- | ------- | ------- | ------- | ------- | ------------ | ------------ | --------------- | ----------- | ----------- | ----------- | ----------- | ------------ | ------------ | --------------- | -------------------------------- | -------------------------------- | -------------------------------- | -------------------------------- | -------------------------------- | -------------------------------- | -------------------------------- |
| 1     | Mateusz Kochalski   | 360     | 4       | 0       | 0       | 0            | 0            | 0               | 360         | 4           | 0           | 0           | 0            | 0            | 0               | 0                                | 0                                | 0                                | 0                                | 0                                | 0                                | 0                                |
| 3     | Bert Esselink       | 2098    | 28      | 0       | 0       | -            | 4            | 1               | 2098        | 28          | 0           | 0           | -            | 4            | 1               | 0                                | 0                                | 0                                | 0                                | -                                | 0                                | 0                                |
| 4     | Kamil Pajnowski     | 0       | 0       | 0       | 0       | -            | 0            | 0               | 0           | 0           | 0           | 0           | -            | 0            | 0               | 0                                | 0                                | 0                                | 0                                | -                                | 0                                | 0                                |
| 5     | Marco Ehmann        | 0       | 0       | 0       | 0       | -            | 0            | 0               | 0           | 0           | 0           | 0           | -            | 0            | 0               | 0                                | 0                                | 0                                | 0                                | -                                | 0                                | 0                                |
| 6     | Matthew Guillaumier | 2562    | 31      | 3       | 4       | -            | 5            | 0               | 2562        | 31          | 3           | 4           | -            | 5            | 0               | 0                                | 0                                | 0                                | 0                                | -                                | 0                                | 0                                |
| 7     | Jean-David Beauguel | 200     | 6       | 0       | 0       | -            | 0            | 0               | 200         | 6           | 0           | 0           | -            | 0            | 0               | 0                                | 0                                | 0                                | 0                                | -                                | 0                                | 0                                |
| 8     | Kōki Hinokio        | 603     | 11      | 0       | 0       | -            | 1            | 0               | 557         | 10          | 0           | 0           | -            | 1            | 0               | 46                               | 1                                | 0                                | 0                                | -                                | 0                                | 0                                |
| 9     | Ravve Assayeg       | 536     | 23      | 1       | 0       | -            | 1            | 0               | 477         | 22          | 1           | 0           | -            | 1            | 0               | 59                               | 1                                | 0                                | 0                                | -                                | 0                                | 0                                |
| 10    | Maciej Domański     | 2427    | 34      | 1       | 2       | -            | 2            | 0               | 2381        | 33          | 1           | 2           | -            | 2            | 0               | 46                               | 1                                | 0                                | 0                                | -                                | 0                                | 0                                |
| 11    | Krzysztof Wołkowicz | 1232    | 22      | 1       | 1       | -            | 2            | 0               | 1112        | 21          | 1           | 1           | -            | 2            | 0               | 120                              | 1                                | 0                                | 0                                | -                                | 0                                | 0                                |
| 12    | Karol Dybowski      | 0       | 0       | 0       | 0       | 0            | 0            | 0               | 0           | 0           | 0           | 0           | 0            | 0            | 0               | 0                                | 0                                | 0                                | 0                                | 0                                | 0                                | 0                                |
| 13    | Konrad Jałocha      | 90      | 1       | 0       | 0       | 0            | 1            | 0               | 90          | 1           | 0           | 0           | 0            | 1            | 0               | 0                                | 0                                | 0                                | 0                                | 0                                | 0                                | 0                                |
| 14    | Ivan Cavaleiro      | 395     | 6       | 2       | 2       | -            | 1            | 0               | 395         | 6           | 2           | 2           | -            | 1            | 0               | 0                                | 0                                | 0                                | 0                                | -                                | 0                                | 0                                |
| 15    | Marvin Senger       | 2308    | 27      | 1       | 0       | -            | 6            | 1               | 2188        | 26          | 1           | 0           | -            | 6            | 1               | 120                              | 1                                | 0                                | 0                                | -                                | 0                                | 0                                |
| 16    | Maksymilian Szady   | 0       | 0       | 0       | 0       | -            | 0            | 0               | 0           | 0           | 0           | 0           | -            | 0            | 0               | 0                                | 0                                | 0                                | 0                                | -                                | 0                                | 0                                |
| 17    | Illa Szkuryn        | 1554    | 21      | 5       | 2       | -            | 2            | 0               | 1492        | 20          | 5           | 2           | -            | 2            | 0               | 62                               | 1                                | 0                                | 0                                | -                                | 0                                | 0                                |
| 18    | Piotr Wlazło        | 2612    | 30      | 10      | 0       | -            | 7            | 3               | 2550        | 29          | 10          | 0           | -            | 6            | 3               | 62                               | 1                                | 0                                | 0                                | -                                | 1                                | 0                                |
| 19    | Dawid Tkacz         | 621     | 19      | 0       | 0       | -            | 2            | 0               | 546         | 18          | 0           | 0           | -            | 1            | 0               | 75                               | 1                                | 0                                | 0                                | -                                | 1                                | 0                                |
| 20    | Karol Knap          | 781     | 14      | 0       | 1       | -            | 3            | 0               | 661         | 13          | 0           | 1           | -            | 3            | 0               | 120                              | 1                                | 0                                | 0                                | -                                | 0                                | 0                                |
| 21    | Mateusz Matras      | 2469    | 32      | 3       | 1       | -            | 6            | 0               | 2349        | 31          | 3           | 1           | -            | 6            | 0               | 120                              | 1                                | 0                                | 0                                | -                                | 0                                | 0                                |
| 23    | Krystian Getinger   | 2127    | 27      | 1       | 3       | -            | 2            | 0               | 2127        | 27          | 1           | 3           | -            | 2            | 0               | 0                                | 0                                | 0                                | 0                                | -                                | 0                                | 0                                |
| 25    | Łukasz Wolsztyński  | 1245    | 30      | 5       | 4       | -            | 3            | 0               | 1245        | 30          | 5           | 4           | -            | 3            | 0               | 0                                | 0                                | 0                                | 0                                | -                                | 0                                | 0                                |
| 26    | Pyry Hannola        | 605     | 11      | 0       | 0       | -            | 0            | 0               | 605         | 11          | 0           | 0           | -            | 0            | 0               | 0                                | 0                                | 0                                | 0                                | -                                | 0                                | 0                                |
| 27    | Alvis Jaunzems      | 2638    | 34      | 1       | 1       | -            | 3            | 0               | 2562        | 33          | 1           | 1           | -            | 3            | 0               | 76                               | 1                                | 0                                | 0                                | -                                | 0                                | 0                                |
| 32    | Fryderyk Gerbowski  | 964     | 23      | 1       | 0       | -            | 2            | 0               | 844         | 22          | 1           | 0           | -            | 2            | 0               | 120                              | 1                                | 0                                | 0                                | -                                | 0                                | 0                                |
| 33    | Adrian Bukowski     | 271     | 9       | 0       | 1       | -            | 1            | 0               | 271         | 9           | 0           | 1           | -            | 1            | 0               | 0                                | 0                                | 0                                | 0                                | -                                | 0                                | 0                                |
| 37    | Mateusz Stępień     | 19      | 2       | 0       | 0       | -            | 1            | 0               | 19          | 2           | 0           | 0           | -            | 1            | 0               | 0                                | 0                                | 0                                | 0                                | -                                | 0                                | 0                                |
| 39    | Jakub Mądrzyk       | 2730    | 30      | 0       | 0       | 4            | 1            | 0               | 2610        | 29          | 0           | 0           | 4            | 0            | 0               | 120                              | 1                                | 0                                | 0                                | 0                                | 0                                | 0                                |
| 40    | Petros Bagalianis   | 184     | 6       | 0       | 0       | -            | 1            | 0               | 125         | 5           | 0           | 0           | -            | 1            | 0               | 59                               | 1                                | 0                                | 0                                | -                                | 0                                | 0                                |
| 44    | Serhij Krykun       | 1326    | 20      | 1       | 0       | -            | 0            | 0               | 1251        | 19          | 1           | 0           | -            | 0            | 0               | 75                               | 1                                | 0                                | 0                                | -                                | 0                                | 0                                |
| 71    | Kevin Szurlej       | 0       | 0       | 0       | 0       | 0            | 0            | 0               | 0           | 0           | 0           | 0           | 0            | 0            | 0               | 0                                | 0                                | 0                                | 0                                | 0                                | 0                                | 0                                |
| 73    | Natan Niedźwiedź    | 7       | 1       | 0       | 0       | -            | 0            | 0               | 7           | 1           | 0           | 0           | -            | 0            | 0               | 0                                | 0                                | 0                                | 0                                | -                                | 0                                | 0                                |
| 77    | Dawid Zięba         | 1       | 1       | 0       | 0       | -            | 0            | 0               | 1           | 1           | 0           | 0           | -            | 0            | 0               | 0                                | 0                                | 0                                | 0                                | -                                | 0                                | 0                                |
| 92    | Damian Kądzior      | 472     | 10      | 0       | 0       | -            | 1            | 0               | 472         | 10          | 0           | 0           | -            | 1            | 0               | 0                                | 0                                | 0                                | 0                                | -                                | 0                                | 0                                |
| 96    | Robert Dadok        | 1633    | 28      | 4       | 3       | -            | 4            | 0               | 1588        | 27          | 3           | 3           | -            | 4            | 0               | 45                               | 1                                | 1                                | 0                                | -                                | 0                                | 0                                |

Stan na: 24 maja 2025 r.
Uwagi:
1. Tabela nie uwzględnia meczów towarzyskich.